# Krišjānis Barons
Krišjānis Barons (også kaldet Faderen af Dainas (lettisk: Dainu tēvs); født 31. oktober 1835 i Strutele i Guvernement Kurland, død 8. marts 1923 i Riga i Letland) var en lettisk forfatter, publicist og folkemindeforsker.
Barons var født ind i en godsforvalters familie som det yngste af otte børn. I 1855 afsluttede han sin skolegang på gymnasiet i Kuldīga, og han fortsatte at studere matematik og astronomi ved Dorpat Universitet. Fra 1862 til 1865 var Barons medarbejder på det lettisksprogede tidsskrift Pēterburgas avīzes, hvor han skrev om Darwinisme og naturvidenskabelige emner.
Efter opfordringer fra Krišjānis Valdemārs begyndte Barons i 1878 at samle lettiske folkesange. Fra 1880 til 1893 arbejdede Barons som lærer ved Marias Gymnasium for Piger i Moskva. Han vendte hjem til Riga i 1893, hvor han til sine dages ende samlede og ordnede udgivelser af lettiske folkesange.
Krišjānis Barons døde i 1923 i en alder af 87, og ligger begravet på Storkirkegården i Riga. Der står en statue over Barons i Vērmanes Have udført af skulptøren Lea Davidova-Medene.

## Eftermæle
Krišjānis Barons' livsværk indenfor lettisk folkemindeforskning er den videnskabelige samling af folkesange "Latvju Dainas" (Lettiske Folkesange) fra 1915, som Jānis Endzelīns kaldte hjørnestenen i lettiske filologi. Baron har yderligere udarbejdet en "Latvju dainu izlase" (Udvalgte Lettiske Folkesange) og studerede folkesangsmetrik "Latvju dainu izlase skolai un Jaunatnei" (Udvalgte Lettiske Folkesange for Skoler og Ungdom", udgivet i 1931.